# Hideki Katsura
Hideki Katsura (Tokushima, 6 maart 1970) is een voormalig Japans voetballer.

## Carrière
Hideki Katsura speelde tussen 1992 en 2003 voor Yokohama Flügels, Kawasaki Frontale en Sagawa Express Tokyo.